# عقدة جيبية أذينية
العقدة الجيبية الأذينية (بالإنجليزية: Sinoatrial node أو SA node) هي النسيج المولد للنظم الجيبي أي المنظم لنبض القلب.

هي مجموعة خلايا تقع في جدار الأذين الأيمن قرب مدخل الوريد الأجوف العلوي. هذه الخلايا هي خلايا عضلية قلبية معدلة لا تتقلص، وإنما تقوم بتوليد الإشارة المحفزة للقلب بشكل دوري يتراوح ما بين 60-120 مرة في الدقيقة بحسب العمر أثناء الراحة الجسدية.
وصفت هذه العقدة للمرة الأولى عام 1907 عالم التشريح الإسكتلندي أرثور كيث ومارتين فلاك.